# Olof Eriksson (Stålarm)
Olof Eriksson (Stålarm), död omkring 1534, var en finländsk häradshövding.

## Biografi
Olof Eriksson var son till häradshövdingen Erik Botvidsson och Karin Olofsdotter. Han blev 1507 landssyneman i Sääksmäki och senare häradshövding i Borgå län. Olof Eriksson höll i lagmanstingen i Borgå socken 1509 och 1516 och kallades senare lagman i Karelen 1520. Olof Eriksson avled omkring 1534.
Han ägde gårdarna Kiala i Borgå socken.

### Familj
Olof Eriksson var gift med en kvinna vid namn Jönsdotter. De fick tillsammans barnen häradshövdingen Erik Olofsson i Borgå härad, Margareta Olofsdotter som var gift med amiralen Måns Sunesson Ille och fogden Johan Olofsson i Borgå län.